# Pyramide von Austerlitz

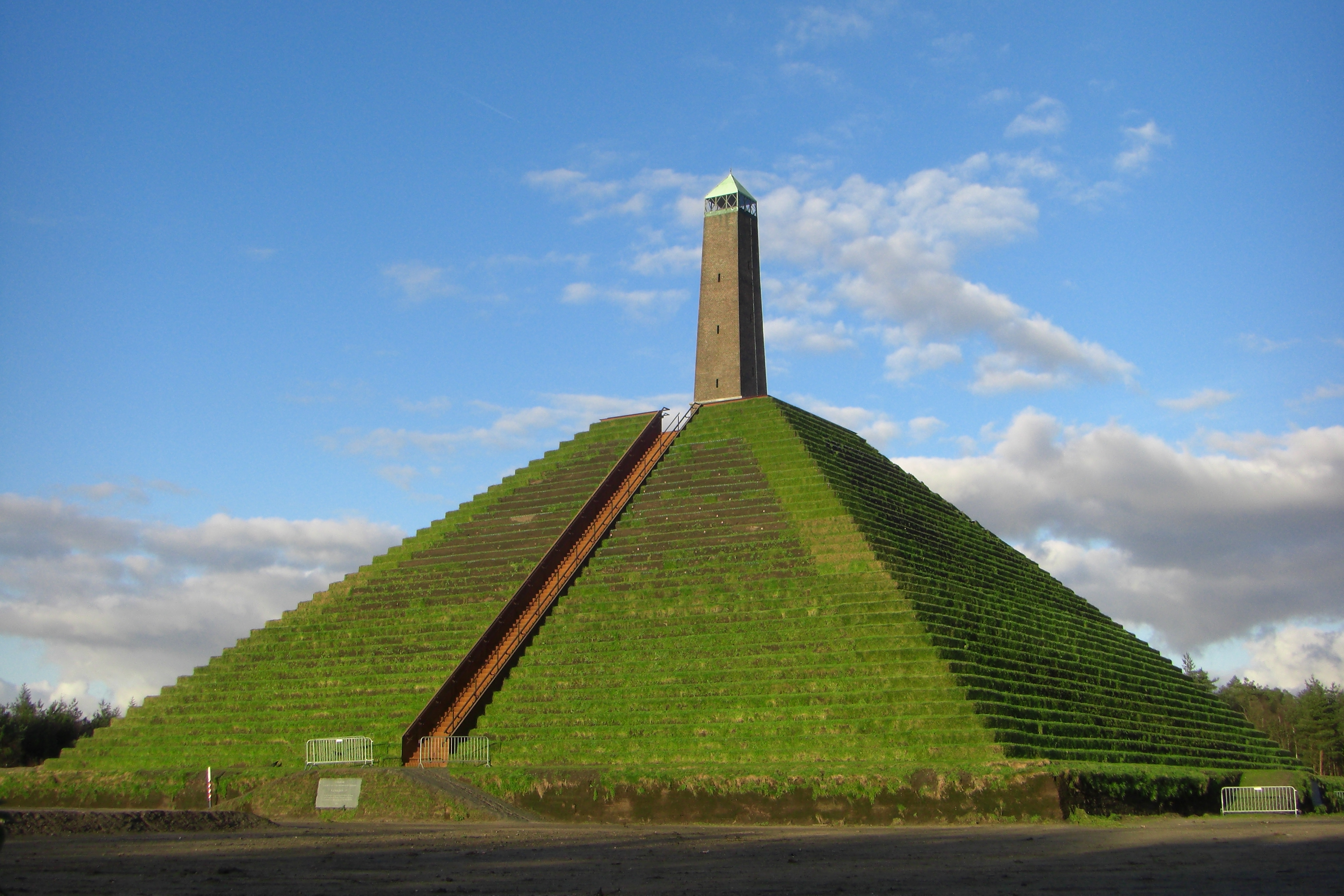
Die Pyramide von Austerlitz im Jahr 2008

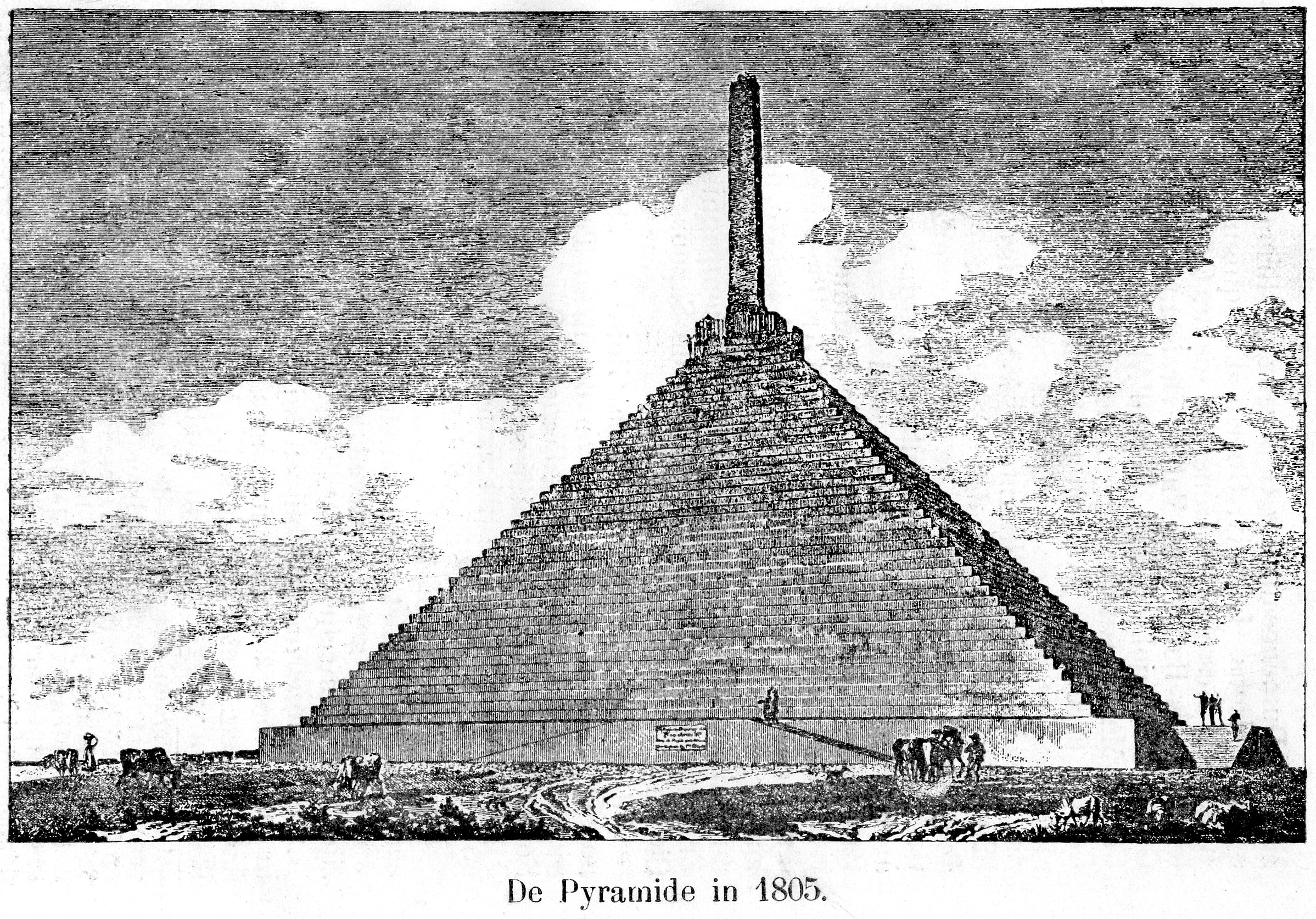
Die Pyramide von Austerlitz im Jahr 1805

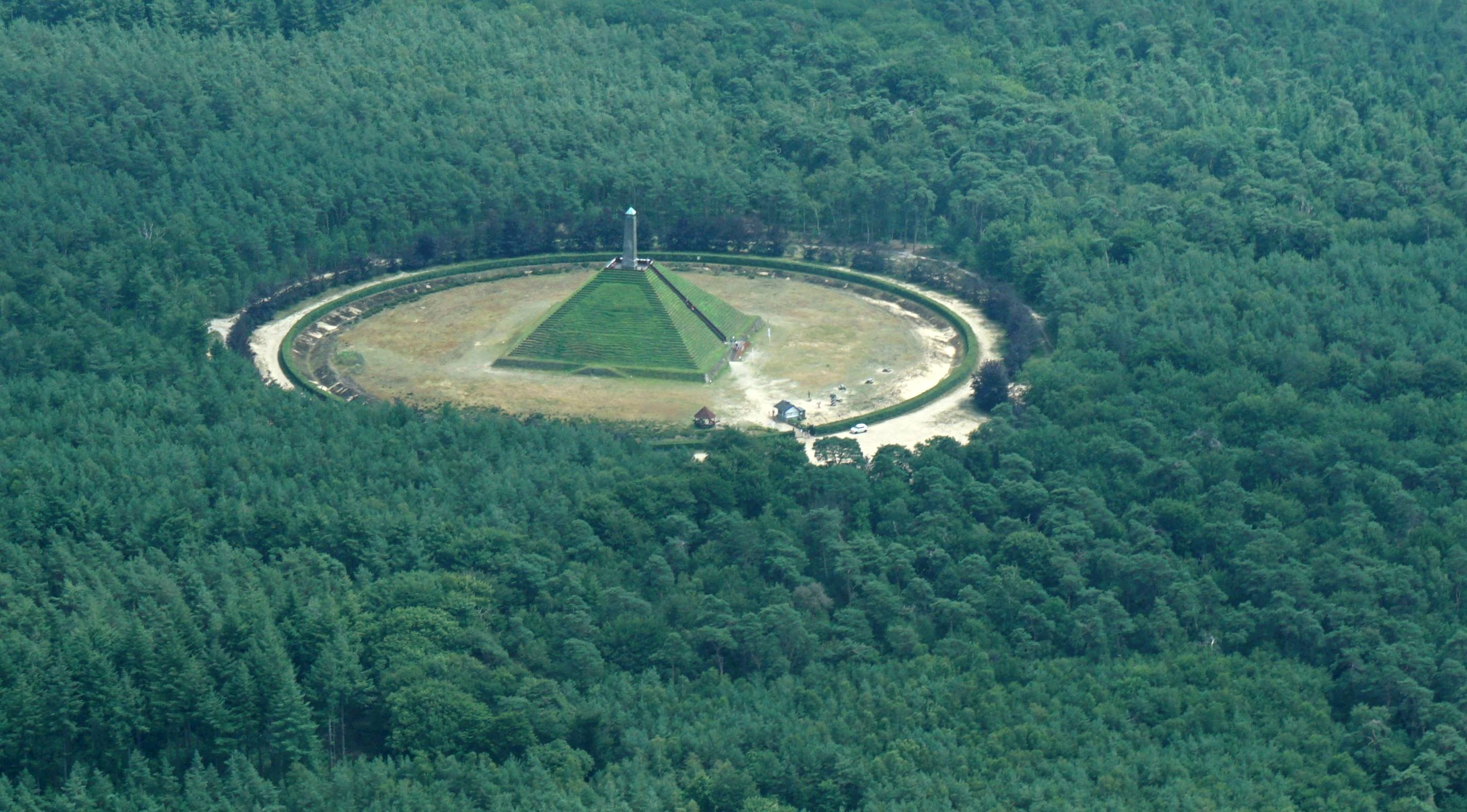
Luftaufnahme

Die Pyramide von Austerlitz wurde von napoleonischen Soldaten auf einer der höchsten Erhebungen im niederländischen Utrechtse Heuvelrug erbaut. Obgleich sie auf dem Gebiet der Gemeinde Woudenberg liegt, gilt sie als das Wahrzeichen des Zeister Ortsteils Austerlitz.

## Geschichte
Auf diesem zentral gelegenen Ort in den Niederlanden hatte der französische General Auguste de Marmont 1804 ein Heereslager eingerichtet. Hier führte er innerhalb weniger Monate ein schlagkräftiges Heer zusammen, um die britischen Truppen zu vertreiben, falls diese den Angriff von 1799 wiederholen wollten. Aus Zufriedenheit mit der Schlagkraft seines neuen Heeres ließ er im Herbst 1804 die Soldaten dieses Monument aus Sand und Erde bauen. Inspiriert von den Pyramiden von Gizeh, die Marmont während des Ägyptenfeldzugs Napoleons gesehen hatte, wurde es eine Pyramide. Der Bau dauerte 29 Tage, und auf der Spitze der 36 Meter hohen Pyramide wurde ein 13 Meter hoher, hölzerner Obelisk errichtet. Die Bewohner dieser Gegend nannten den Hügel Marmontberg. 1805 zog Marmont mit seinen Truppen nach Deutschland und nahm am Koalitionskrieg teil, der in der Schlacht bei Austerlitz endete. Der neue König Ludwig Napoleon gab kurze Zeit später dem Marmontberg den Namen Pyramide von Austerlitz.
1894 gab der damalige Eigentümer und Bürgermeister von Woudenberg den Auftrag, den Holzobelisken durch einen steinernen zu ersetzen.

## Restaurierung
Zur 200-Jahr-Feier wurde die schon stark verfallene Pyramide von Dezember 2001 bis 2004 restauriert. Dies geschah auf Initiative der Provinz Utrecht, dem Landgut Den Treek-Henschoten und der Gemeinde Woudenberg, die sich zu einer Stiftung zusammengeschlossen hatten. Im März 2004 schien es, dass die Arbeiten nicht lange halten würden, da die aufgebrachten Grassoden nicht anwuchsen – eine Folge des trockenen Sommers 2003. Mittlerweile hatte man schon über eine Million Euro für die Restaurierung ausgegeben und die Stiftung hatte kein Geld mehr für weitere Arbeiten. So wurde die Gedenkfeier im September 2004 abgesagt. Am 5. Februar 2005 bewilligte die Provinzregierung Utrecht weitere Geldmittel, um die Restaurierungsarbeiten zu beenden. Bei der Gedenkfeier am 12. Oktober 2007 wurden ein Gedenkstein enthüllt und ein Besucherzentrum über die französische Zeit eröffnet. An diesem Tag wurde die Pyramide genau 203 Jahre alt.